# مشيرفة السعدي
مشيرفة السعدي أو مشيرفة السند قرية سورية تتبع ناحية اليعربية في منطقة المالكية التابعة لمحافظة الحسكة. بلغ عدد سكانها 600 نسمة عام 2004. سكانها ينتمون إلى قبائل شمر والبكارة والعقيدات. 
تبلغ مساحتها 1200 هكتار تقريبا تصل إليها طرق معبدة من بلدة اليعربية ومدينة الرميلان. توجد فيها مدرسة ابتدائية نموذجية، وتبعد عن حدود دولة العراق 1 كم تقريبا إلى الشمال من مدينة اليعربية على مسافة 10 كم والمسافة بينها وبين دمشق 800 كم.